# Coppa del Mondo di slittino 1996
La Coppa del Mondo di slittino 1995/96, diciannovesima edizione della manifestazione organizzata dalla Federazione Internazionale Slittino, ebbe inizio il 2 dicembre 1995 ad Igls, in Austria, e si concluse il 17 febbraio 1996 ad Oberhof, in Germania. Furono disputate diciassette gare, sei nel singolo donne e nel doppio e cinque nel singolo uomini, in sei differenti località. Nel corso della stagione si tennero anche i Campionati mondiali di slittino 1996 ad Altenberg, in Germania, ed i Campionati europei di slittino 1996 a Sigulda, in Lettonia, competizioni non valide ai fini della Coppa del Mondo.
Le coppe di cristallo, trofeo conferito ai vincitori del circuito, furono assegnate all'austriaco Markus Prock per quanto concerne la classifica del singolo uomini, la tedesca Jana Bode conquistò il trofeo del singolo donne mentre la coppia teutonica formata da Stefan Krauße e Jan Behrendt si aggiudicò la vittoria del doppio.

## Risultati
| Data                | Località     | Nazione  | Specialità       | Primi classificati                  | Secondi classificati                        | Terzi classificati                               |
| ------------------- | ------------ | -------- | ---------------- | ----------------------------------- | ------------------------------------------- | ------------------------------------------------ |
| 2-3 dicembre 1995   | Igls         | Austria  | Donne – Singolo  | Gabriele Kohlisch Germania          | Jana Bode Germania                          | Sylke Otto Germania                              |
| 2-3 dicembre 1995   | Igls         | Austria  | Uomini – Singolo | Markus Prock Austria                | Georg Hackl Germania                        | Gerhard Gleirscher Austria                       |
| 2-3 dicembre 1995   | Igls         | Austria  | Uomini – Doppio  | Yves Mankel Thomas Rudolph Germania | Stefan Krauße Jan Behrendt Germania         | Tobias Schiegl Markus Schiegl Austria            |
| 9-10 dicembre 1995  | La Plagne    | Francia  | Donne – Singolo  | Jana Bode Germania                  | Angelika Neuner Austria                     | Susi Erdmann Germania                            |
| 9-10 dicembre 1995  | La Plagne    | Francia  | Uomini – Singolo | Markus Prock Austria                | Jens Müller Germania                        | Georg Hackl Germania                             |
| 9-10 dicembre 1995  | La Plagne    | Francia  | Uomini – Doppio  | Stefan Krauße Jan Behrendt Germania | Christopher Thorpe Gordon Sheer Stati Uniti | Yves Mankel Thomas Rudolph Germania              |
| 16-17 dicembre 1995 | Winterberg   | Germania | Donne – Singolo  | Sylke Otto Germania                 | Jana Bode Germania                          | Susi Erdmann Germania                            |
| 16-17 dicembre 1995 | Winterberg   | Germania | Uomini – Singolo | Jens Müller Germania                | Markus Prock Austria                        | Gerhard Gleirscher Austria                       |
| 16-17 dicembre 1995 | Winterberg   | Germania | Uomini – Doppio  | Stefan Krauße Jan Behrendt Germania | Yves Mankel Thomas Rudolph Germania         | Gerhard Plankensteiner Oswald Haselrieder Italia |
| 20-21 gennaio 1996  | Königssee    | Germania | Donne – Singolo  | Gerda Weissensteiner Italia         | Jana Bode Germania                          | Andrea Tagwerker Austria                         |
| 20-21 gennaio 1996  | Königssee    | Germania | Uomini – Singolo | Armin Zöggeler Italia               | Duncan Kennedy Stati Uniti                  | Georg Hackl Germania                             |
| 20-21 gennaio 1996  | Königssee    | Germania | Uomini – Doppio  | Stefan Krauße Jan Behrendt Germania | Yves Mankel Thomas Rudolph Germania         | Christopher Thorpe Gordon Sheer Stati Uniti      |
| 10-11 febbraio 1996 | Saint Moritz | Svizzera | Donne – Singolo  | Gerda Weissensteiner Italia         | Susi Erdmann Germania                       | Jana Bode Germania                               |
| 10-11 febbraio 1996 | Saint Moritz | Svizzera | Uomini – Singolo | Markus Prock Austria                | Armin Zöggeler Italia                       | Norbert Huber Italia                             |
| 10-11 febbraio 1996 | Saint Moritz | Svizzera | Uomini – Doppio  | Stefan Krauße Jan Behrendt Germania | Christopher Thorpe Gordon Sheer Stati Uniti | Gerhard Plankensteiner Oswald Haselrieder Italia |
| 16-17 febbraio 1996 | Oberhof      | Germania | Donne – Singolo  | Jana Bode Germania                  | Susi Erdmann Germania                       | Cammy Myler Stati Uniti                          |
| 16-17 febbraio 1996 | Oberhof      | Germania | Uomini – Singolo | annullata                           | annullata                                   | annullata                                        |
| 16-17 febbraio 1996 | Oberhof      | Germania | Uomini – Doppio  | Stefan Krauße Jan Behrendt Germania | Steffen Skel Steffen Wöller Germania        | Christopher Thorpe Gordon Sheer Stati Uniti      |

## Classifiche

### Singolo uomini
| Pos. | Nome           | Nazione  |
| ---- | -------------- | -------- |
| 1    | Markus Prock   | Austria  |
| 2    | Armin Zöggeler | Italia   |
| 3    | Georg Hackl    | Germania |

### Singolo donne
| Pos. | Nome                 | Nazione  |
| ---- | -------------------- | -------- |
| 1    | Jana Bode            | Germania |
| 2    | Gerda Weissensteiner | Italia   |
| 3    | Gabriele Kohlisch    | Germania |

### Doppio
| Pos. | Nome                            | Nazione     |
| ---- | ------------------------------- | ----------- |
| 1    | Stefan Krauße Jan Behrendt      | Germania    |
| 2    | Yves Mankel Thomas Rudolph      | Germania    |
| 3    | Christopher Thorpe Gordon Sheer | Stati Uniti |